# Arricau-Bordes
Arricau-Bordes är en kommun i departementet Pyrénées-Atlantiques i regionen Nouvelle-Aquitaine i sydvästra Frankrike. Kommunen ligger i kantonen Lembeye som tillhör arrondissementet Pau. År 2022 hade Arricau-Bordes 105 invånare.

## Befolkningsutveckling
Antalet invånare i kommunen Arricau-Bordes
| Referens: INSEE |